# چکاوک راد
چکاوک راد (نام علمی: Heteromirafra ruddi) نام یک گونه از سرده دگرجل‌ها است.